# Euphorbia crossadenia
Euphorbia crossadenia är en törelväxtart som beskrevs av Ferdinand Albin Pax och Käthe Hoffmann.
Euphorbia crossadenia ingår i släktet törlar och familjen törelväxter. Inga underarter finns listade i Catalogue of Life.